# Benzoximat
Benzoximat ist eine chemische Verbindung aus der Gruppe der Oxime. Sie wurde Anfang der 1970er Jahre von Nippon Sōda als nicht-systemisches Akarizid entwickelt.

## Gewinnung und Darstellung
Benzoximat kann durch Reaktion von Ethyl-3-chlor-2,6-dimethoxybenzohydroxamat mit Benzoylchlorid gewonnen werden.

## Verwendung
Benzoximat wurde als Kontakt- und Fraßgift gegen Spinnmilben im Obst- und Citrusanbau eingesetzt.

## Zulassung
In den Staaten der EU und in der Schweiz sind keine Pflanzenschutzmittel mit diesem Wirkstoff zugelassen.
Es war von 1978 bis 1980 in der BRD zugelassen.

## Handelsnamen
- Benzomate, Citrazon, Aazomate, Acarmate, Artaban[1]